# Mijnenveger (vaartuig)

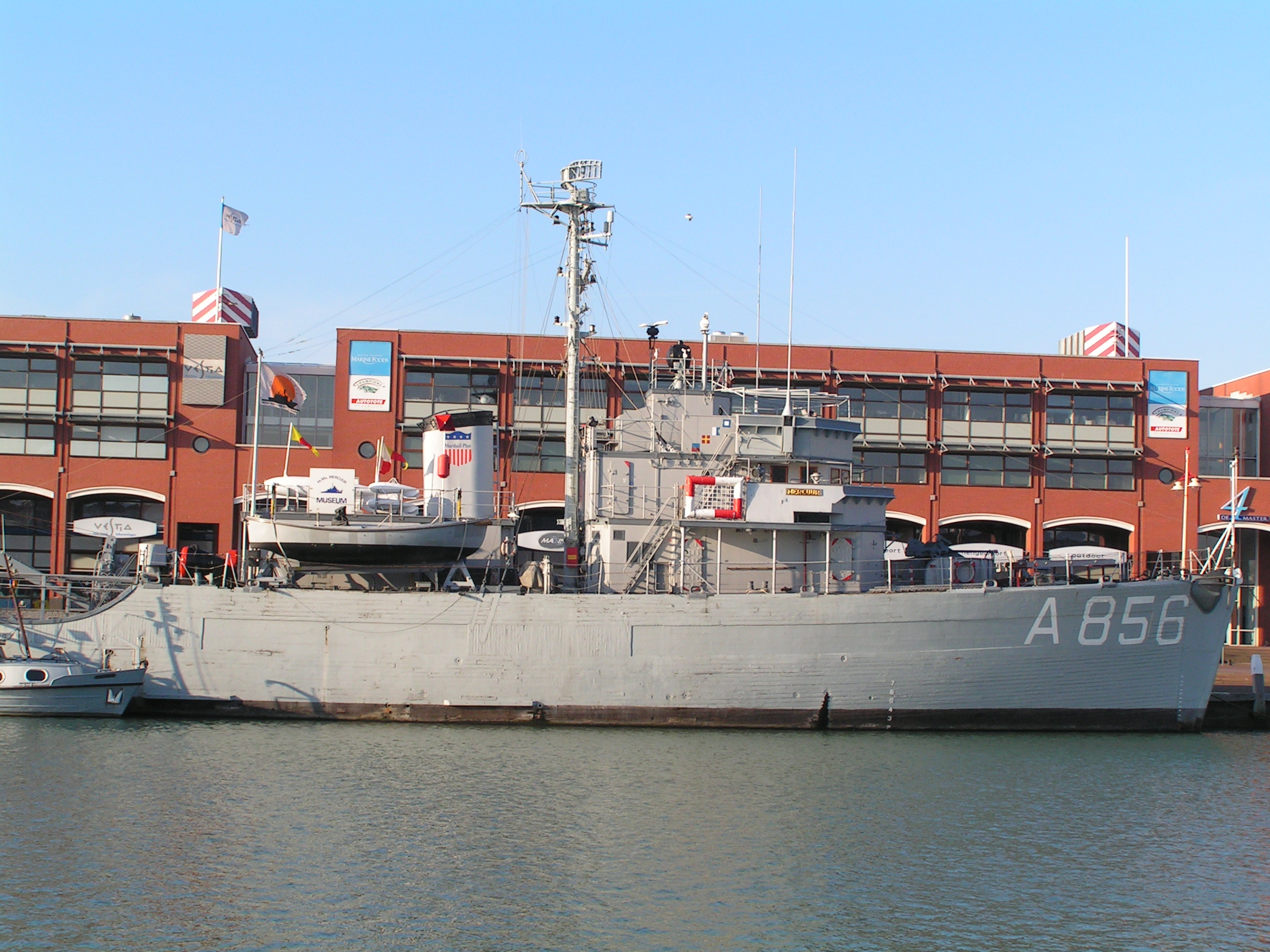
De voormalige oceaanmijnenveger Hr.Ms. Mercuur in de haven van Scheveningen

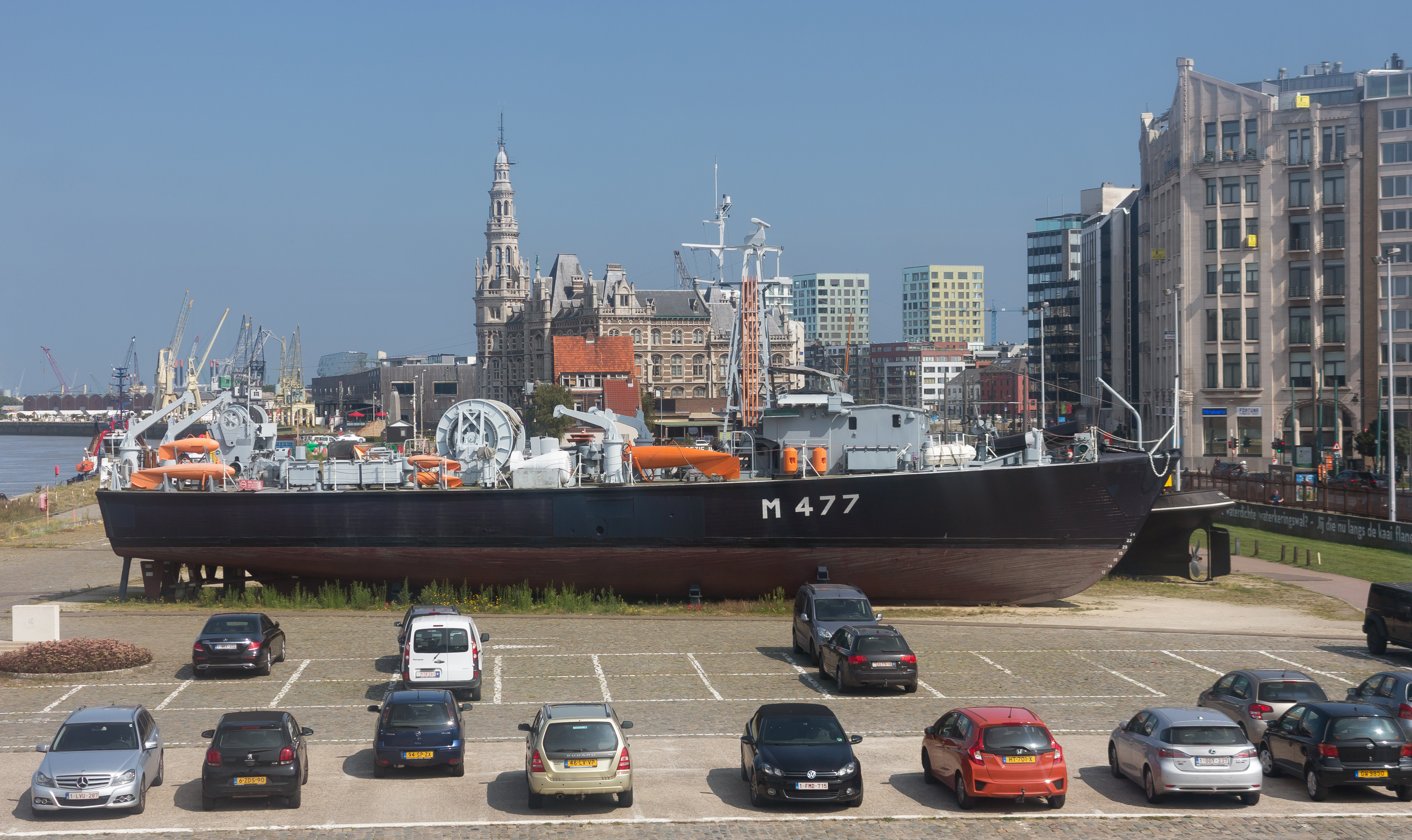
Riviermijnenveger M477 Oudenaarde op het droge in Antwerpen

Een mijnenveger is een vaartuig ingericht voor het opruimen (vegen) van zeemijnen.
Er worden verschillende soorten veegtuigen gebruikt, aangepast aan het type mijn dat geveegd wordt: er zijn klassieke (drijvende of verankerde) contactmijnen, akoestische, magnetische en drukmijnen. Elk soort vereist een andere veegmethode.
In verband met het voorkomen van magnetische mijnen worden mijnenvegers (en mijnenjagers) van niet-magnetische materialen gemaakt. Vaak van hout, maar ook aluminium en vezelversterkte kunststof (glasvezel en polyester) worden gebruikt.
Voor verschillende typen wateren bestaan oceaan-, kust- en ondiepwatermijnenvegers.

## Het vegen
Verankerde mijnen worden geveegd met het doorsnijden van de verankeringskabel. Dat bereikt men door achter de mijnenveger speciaal gevlochten staaldraad te slepen. Deze draden zijn voorzien van snij- en ontploffingsklauwen. Wanneer een verankeringskabel langs het staaldraad schuift en in de klauw wordt gevangen, wordt de kabel doorgesneden of door middel van een explosieve lading doorgekapt. De mijnbol drijft naar de oppervlakte en wordt door de boordwapens lek geschoten en onschadelijk gemaakt.
Voor het vegen van invloedsmijnen moet de mijnenveger ver vóór het schip of ver achter het schip een scheepspassage imiteren. Omdat invloedsmijnen kunnen reageren op verstoringen in het aardmagnetisch veld (magnetische mijnen) zijn de mijnenvegers zo veel mogelijk van de eerder genoemde non-magnetische materialen gebouwd.
De magnetische verstoringen aan boord door motoren en ankerspil moeten met een hoge graad van nauwkeurigheid worden gecompenseerd. Magnetisch vegend sleept de mijnenveger een lange drijvende stroomgeleider achter zich aan. Met behulp van sterke generatoren (waaronder een 625 pk sterke veegdiesel) wordt een wisselstroom door deze geleider gevoerd met als resultaat een sterk wisselende magnetische verstoring achter de mijnenveger.
Naast dit veegtuig werd er in nagenoeg alle mijnenveegoperaties ook een akoestisch tuig gebruikt. Dit veegtuig bestaat uit een zogenaamde hamer die onder water geluidsgolven van een gewenste frequentie uitzendt. De geluidsintensiteit moet vele malen hoger zijn dan die van het scheepsgeluid.

## Nederland

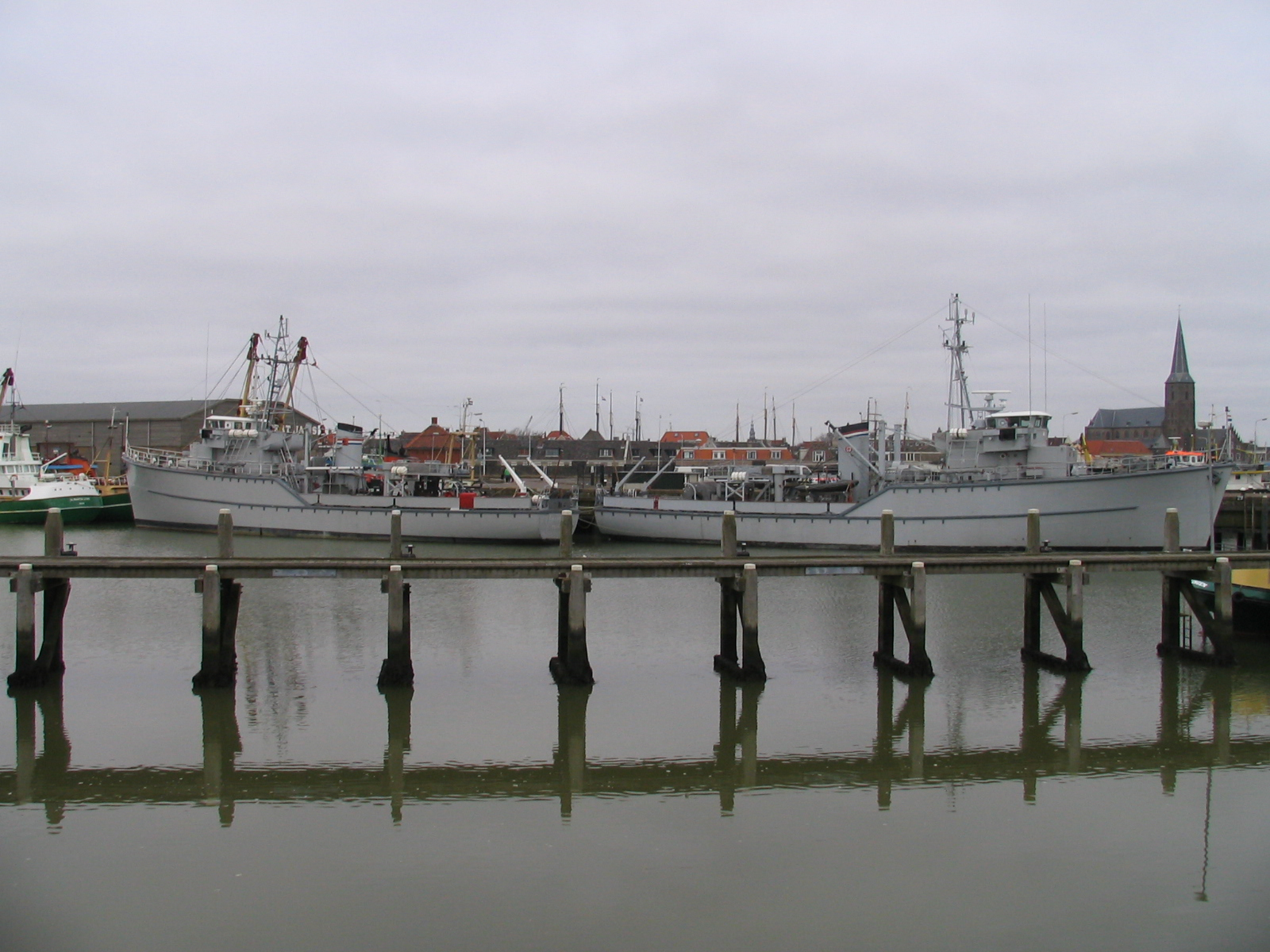
De voormalige mijnenvegers Sittard en Naarden in de haven van Harlingen

Na de Tweede Wereldoorlog waren grote aantallen mijnenvegers nodig voor het ruimen van de vaarroutes op de Noordzee. Aanvankelijk maakte men gebruik van enkele vaartuigen die de oorlog overleefd hadden en van voormalige Duitse en Britse vaartuigen.
Vanaf de jaren vijftig kwamen daar grote aantallen nieuwe schepen bij:
- 6 oceaanmijnenvegers van de O- of Onversaagdklasse,
- 18 kustmijnenvegers van de Dokkumklasse
- 14 van de vrijwel identieke Wildervankklasse,
- 14 van de Beemsterklasse en
- 16 ondiepwatermijnenvegers van de Van Straelenklasse.

Smaldeel Mijnenvegers 117, bekend als SMV 117, bestond uit:
- Hr.Ms. Abcoude
- Hr.Ms. Dokkum
- Hr.Ms. Drachten
- Hr.Ms. Giethoorn
- Hr.Ms. Hoogezand
- Hr.Ms. Naaldwijk
- Hr.Ms.Ommen
- Hr.Ms. Roermond

Deze eenheden waren uitgerust met MAN-motoren.
SMV 128 stond onder bevel van de luitenant-ter-zee der 1e klasse D. Linder en was samengesteld uit:
- Hr.Ms. Drachten (vlag)
- Hr.Ms. Giethoorn
- Hr.Ms. Hoogeveen
- Hr.Ms. Ommen
- Hr.Ms. Roermond (Commandant luitenant-ter-zee der 2e klasse E.J. Fraser)

SMV 128 werd per december 1960 aangeduid als Squadron Mijnenveger 117
Opwerksquadron SMV 129 bestond uit:
- Hr.Ms. Dokkum
- Hr.Ms. Drachten
- Hr.Ms. Hoogezand
- Hr.Ms. Naaldwijk
- Hr.Ms. Roermond
- Hr.Ms. Wildervank

en stond onder bevel van luitenant-ter-zee der 1e klasse A.W. Crince le Ro.
Vanaf de jaren zestig werden reeds diverse exemplaren uit dienst genomen of verbouwd tot hoofdkwartierschip, duikvaartuig of mijnenjager.
Mijnenbestrijdingsdivisie 34 bestond in de jaren zeventig uit:
- Hr.Ms. Drunen
- Hr.Ms. Roermond

Mijnenbestrijdingsflottielje 3 bestond in 1973 uit:
- Hr.Ms. Beemster
- Hr.Ms. Borne
- Hr.Ms. Brielle
- Hr.Ms. Drunen
- Hr.Ms. Houtepen
- Hr.Ms. Lacomble
- Hr.Ms. Mahu
- Hr.Ms. Roermond

In de jaren tachtig werden nog vijftien mijnenjagers van de Alkmaarklasse in dienst gesteld. Na de buitendienststelling van de laatste mijnenvegers van de Dokkumklasse is er geen veegcapaciteit meer.